# Hyády (mytologie)
Hyády jsou v řecké mytologii dcery obra Atlanta, jejich matkou je Aithra a jejich nevlastními sestrami jsou 
Plejády a Hesperidky[zdroj?].

## Původ
Hyády byly velmi vázány na svého bratra Hyanta, a tak když jej při lovu zabil lev, sestry neunesly zármutek a spáchaly sebevraždu. Zeus byl jejich osudem tak dojat, že je umístil na oblohu do souhvězdí Býka. Jméno Hyády znamená „plačící“. Hvězdokupa Hyád byla totiž nejlépe viditelná na počátku a na konci období dešťů a Řekové se domnívali, že přicházející deště jsou slzy Hyád prolévané nad jejich bratrem Hyasem.
Jiná verze výkladu jména Hyády tvrdí, že pochází z řeckého jména Huades, přičemž Hys pravděpodobně znamená prase.